# 阿乌马达
阿乌马达是奇瓦瓦的67个市镇中的一个，位于北墨西哥。市政厅位于阿乌马达镇。市镇面积为17,131.5平方千米。
2010年的数据显示，阿乌马达市镇共有人口11,457人，少于2005年的11,727人。
阿乌马达市镇下辖553个居民点，其中人口最多的是（圆括号中为2010年人口统计数据）：阿乌马达镇（8,575人）。阿乌马达镇也因此被归类为城市。

## 地理

### 城镇和村庄
| 名字              | 人口(2005年) |
| ----------------- | ------------ |
| 阿乌马达镇        | 8,753人      |
| 莫克特苏马        | 129人        |
| 奥霍卡连特        | 509人        |
| 阿拉莫斯-德佩尼亚 | 326人        |
| 卡里萨尔          | 102人        |
| 全市镇            | 11,727人     |

### 阿乌马达镇
阿乌马达镇（正式名称为米格尔-阿乌马达）是北墨西哥奇瓦瓦州阿乌马达市镇的区首府。该城镇位于45号高速公路沿线，华雷斯城向南约130千米，奇瓦瓦市向北约247千米。2010年的数据显示，阿乌马达镇拥有人口8,575人。
阿乌马达镇有许多的路边餐馆和墨西哥卷饼摊子，并以上乘的奶酪闻名。
2008年，国际新闻报道称阿乌马达镇被一个外地帮派恐吓了几个小时。这次恐吓事件可能是2007年初至2008年中旬，导致大约四千人死亡的墨西哥贩毒浪潮的一部分。2008年5月19日的晚上，数十名男子开车穿过城镇时，用突击步枪打死了警长、两名警员和三名平民，并绑架了至少10人。剩下的警察在随后离去，于是州政府和联邦政府将军队派去恢复秩序。政府并未提供有关罪犯的消息，而当地留言称：城镇上的毒贩已经与警方结盟，且还与华雷斯卡特尔有关系。当时，当地有两个毒枭分别被杀害和逮捕，因此一个敌对的帮派可能想趁此机会，控制从华雷斯城到锡纳罗亚州沿线的毒品贸易。相似的袭击发生在2009年2月10日，其中有9人被绑架到了埃尔贝赫尔附近的农场。墨西哥军队在追击袭击者的途中与袭击者发生了枪战，导致21人死亡。
阿乌马达镇周围的山丘上分布着几个小矿区，以出产钼铅矿等矿物的晶体样本出名。

### 卡里萨尔
卡里萨尔是墨西哥奇瓦瓦州阿乌马达市镇内的一个农村社区。根据2010年人口普查数据，该社区共有102位居民。该社区的海拔高度为1,120米。
卡里萨尔建立于18世纪。它既是个平民定居点，又是个卫戍区。它的卫戍任务，是守卫皇家内陆大道。

## 政治

### 历任区长
- 何塞·格拉赫达（西班牙語：José Grajeda；1983年-1986年）
- 埃里韦托·埃斯科瓦尔·希门尼斯（西班牙語：Heriberto Escobar Jiménez；1986年-1989年）
- 菲德尔·查韦斯·莫利纳（西班牙語：Fidel Chávez Molina；1992年-1995年）
- 米格尔·加西亚·加西亚（西班牙語：Miguel García García；1995年-1998年）
- 何塞·埃德加·布西亚加（西班牙語：José Edgar Burciaga；1998年-2001年）
- 阿尔韦托·阿尔梅达·费尔南德斯（西班牙語：Alberto Almeida Fernández；2001年-2004年）
- 诺埃·拉德龙·德·格瓦拉（西班牙語：Noé Ladrón de Guevara；2004年-2007年）
- 菲德尔·查韦斯·莫利纳（西班牙語：Fidel Chávez Molina；2007年-2010年）
- 费尔南多·巴斯克斯·拉米雷斯（西班牙語：Fernando Vázquez Ramírez；2010年-2013年）
- 罗赫略·阿科斯塔·马丁内斯（西班牙語：Rogelio Acosta Martínez；2013年-2016年）
- 路易斯·马塞洛·洛佩斯·鲁伊斯（西班牙語：Luis Marcelo López Ruiz；2016年-2018年）
- 胡安·德·迪奥斯·巴列·卡马乔（西班牙語：Juan de Dios Valle Camacho；2018年-2021年）